# ساموئل کینگ آلیسون
ساموئل کینگ آلیسون (انگلیسی: Samuel King Allison؛ زاده ۱۳ نوامبر ۱۹۰۰ درگذشته ۱۵ سپتامبر ۱۹۶۵) یک فیزیک‌دان اهل ایالات متحده آمریکا بود.